# (34898) 2622 P-L
2622 P-L (asteroide 34898) é um asteroide da cintura principal. Possui uma excentricidade de 0.15097460 e uma inclinação de 1.55789º.
Este asteroide foi descoberto no dia 24 de setembro de 1960 por Cornelis Johannes van Houten e Ingrid van Houten-Groeneveld e Tom Gehrels em Palomar.